# Alphonse Pellet
Alphonse Pellet   (Usès, 18 d'octubre de 1828 - 1887) fou un compositor francès.
Era fill de l'organista d'aquella catedral, va aprendre a tocar diversos instruments sense cap mestre. Després el seu pare li ensenyà l'harmonia i a tocar el piano, i més endavant ingressà en el Conservatori de París.
Als vint-i-un anys es traslladà a Nimes, dedicant-se a l'ensenyança privada, i sent més tard anomenat director del Conservatori i organista de la basílica d'aquesta ciutat.
A més de nombroses composicions de diversos gèneres, és autor de les òperes següents:
- Les deux avares, (1864)
- L'ours et le Pacha, (1865)
- Salsift ou les inconvenients de la grandeur (1865)
- Futaille à vendre, (1866)
- Deux locataires, (1873)
- Sous les palmiers,

Se li deuen a més:
- Essai sur l'opéra en France depuis Lully jusqu'à nos jours (París, 1876)
- Aperçu sur l'histoire de la musique depuis les temps plus reculés jusqu'à nos jours.